# Bëlga 3
A Bëlga 3 a Bëlga együttes harmadik (dupla) albuma. 2005. október elsején jelent meg, a Bokorpuszta és a Zsolti a béka című lemezeket tartalmazza. A dupla kiadvány különlegessége, hogy sajátságos szempont szerint kerültek elkülönítésre a számok a két lemezen – rajongói visszajelzések arról tanúskodtak, hogy sok gyerek kedveli és hallgatja a Bëlga bizonyos számait, azonban a szülőknek gondot okoz azoknak a számoknak a megszűrése melyekben vulgáris szöveg van. Így az album Bokorpuszta fele felnőtteknek szól, míg a Zsolti a béka lemezt bármely korosztály hallgathatja.

## Számlista

### Bokorpuszta
1. Nagyarc
2. Szerelmes vagyok
3. Stresszek
4. Gyújtasz, főnököm?
5. Ló rider
6. Bandzsa
7. Egy-két-há
8. Apám tudta 4
9. Te mit nyomsz?
10. Szex
11. Budapest
12. Tombol az agyam
13. Precíz
14. Apám tudta 7
15. Waxos
16. Hülye vagy
17. Sajnálom
18. Klimax
19. Apám tudta (angolul)

### Zsolti a béka
1. Intro
2. Zsolti a béka 1
3. Skatulya bácsi
4. Nagymama, nagypapa és a kiskakas
5. Fehérlófia 1. rész
6. Fehérlófia 2. rész
7. Csoki-csoki-csoki
8. Zsolti a béka 2
9. Levi kedvence
10. Gomba hölgy